# ولفلینگ-له-بوزنویل
ولفلینگ-له-بوزنویل (به فرانسوی: Vœlfling-lès-Bouzonville) یک کمون در فرانسه است که در Canton of Bouzonville واقع شده‌است.

## خصوصیات
ولفلینگ-له-بوزنویل ۲٫۹ کیلومترمربع مساحت و ۱۹۷ نفر جمعیت دارد و ۲۶۰ متر بالاتر از سطح دریا واقع شده‌است.